# 1933 год в кино

## Фильмы

### Мировое кино
- «14 июля»/Quatorze Juillet, Франция (реж. Рене Клер)
- «42-я улица»/42nd Street, США (реж. Ллойд Бейкон)
- «Адвокат»/Counsellor at Law, США (реж. Уильям Уайлер)
- «Горький чай генерала Йена»/The Bitter Tea of General Yen, США (реж. Фрэнк Капра)
- «Завещание доктора Мабузе»/Das Testament des Dr. Mabuse, Германия (реж. Фриц Ланг)
- «Золотоискатели 1933-го»/Gold Diggers of 1933, США (реж. Мервин Лерой)
- «Кинг-Конг»/King Kong, США (реж.Мериан Купер и Эрнест Шодсак)
- «Леди на один день»/Lady for a Day, США (реж. Фрэнк Капра)
- «Маленькие женщины»/Little Women, США (реж. Джордж Кьюкор)
- «Парад в огнях рампы»/Footlight Parade, США (реж. Ллойд Бэйкон)
- «Утиный суп»/Duck Soup, США (реж. Лео Маккэри)
- «Частная жизнь Генриха VIII»/The Private Life Of Henry VIII, Великобритания (реж. Александр Корда)
- «Человек-невидимка»/The Invisible Man, США (реж. Джеймс Уэйл)
- «Шумиха»/Hoopla, США (реж. Фрэнк Ллойд)

### Советское кино

#### Фильмы БССР
- Первый взвод (реж. Владимир Корш-Саблин).
- Западный фронт (реж. Давид Гутман, Владимир Корш-Саблин и Борис Бродянский).

#### Фильмы РСФСР
- «Анненковщина», (реж. Николай Береснёв)
- «Белая смерть», (реж. Михаил Капчинский)
- «Буржуазный агитпроп», (реж. Юрий Винокуров)
- «Великий утешитель», (реж. Лев Кулешов)
- «Всегда готов», реж. (Борис Шелонцев)
- «Гарри занимается политикой», реж. (Борис Шелонцев)
- «Город под ударом», (реж. Юрий Геника, М. Степанов)
- «Дважды рождённый», (реж. Эдуард Аршанский)
- «Дезертир», (реж. Всеволод Пудовкин)
- «Дитя солнца», (реж. Патвакан Бархударов)
- «Жить», (реж. Семён Тимошенко)
- «Зона», (реж. Михаил Капчинский)
- «Измена», (реж. Юрий Винокуров)
- «Изменник родины», (реж. Иван Мутанов)
- «Иудушка Головлёв», (реж. Александр Ивановский)
- «Карьерист», (реж. Илья Трауберг)
- «Колиивщина», (реж. Иван Кавалеридзе)
- «Конвейер смерти», (реж. Иван Пырьев)
- «Любовь», (реж. Александр Гавронский, Ольга Улицкая)
- «Люди ОКДВА», (реж. Александр Зархи, Иосиф Хейфиц)
- «Моя Родина», (реж. Александр Зархи, Иосиф Хейфиц)
- «Мост», (реж. Александр Зархи, Иосиф Хейфиц)
- «Негр из Шеридана», (реж. Павел Коломойцев)
- «Одна радость», (реж. Иван Правов, Ольга Преображенская)
- «Окраина», (реж. Борис Барнет)
- «Отчаянный батальон», (реж. Абрам Народицкий, Наум Угрюмов)
- «Последняя ночь», (реж. Михаил Капчинский)
- «Рваные башмаки», (реж. Маргарита Барская)
- «Роман межгорья», (реж. Фауст Лопатинский)
- «Теплоход «Пятилетка», (реж. Всеволод Пудовкин)
- «Частный случай», (реж. Илья Трауберг)
- «Чёрный барак», (реж. Николай Горчаков, Михаил Яншин)
- «Юность», (реж. Илья Трауберг)

## Знаменательные события
- Впервые наложение живых и анимационных персонажей в одном кадре, также впервые музыкальное художественное сопровождение действия в фильме «Кинг-Конг»/King Kong, США (реж. Мериан Купер и Эрнст Шодсак).

## Персоналии

### Родились
- 26 января — Эльдар Шенгелая, грузинский советский кинорежиссёр.
- 4 февраля — Игорь Кваша, советский и российский актёр театра и кино, Народный артист РСФСР.
- 5 февраля — Неделчо Милев, болгарский киновед и критик.
- 10 февраля — Виктор Ребенджюк, румынский актёр театра и кино.
- 4 марта — Ташабаев, Джура — узбекский киновед и сценарист.
- 26 марта — Тинто Брасс, итальянский кинорежиссёр.
- 30 марта — Жан-Клод Бриали, французский актёр театра и кино.
- 6 апреля — Станислав Любшин, советский и российский актёр театра и кино, Народный артист РСФСР.
- 9 апреля — Жан-Поль Бельмондо, французский актёр театра и кино.
- 7 мая — Сильвия Попович, румынская актриса театра и кино.
- 16 мая — Андрей Блайер, румынский кинорежиссёр, сценарист и продюсер.
- 31 мая — Георгий Бурков, советский актёр театра и кино, Заслуженный артист РСФСР.
- 14 июня — Владимир Краснопольский, советский и российский кинорежиссёр, Народный артист РСФСР.
- 7 июля — Валентин Никулин, советский и российский актёр театра и кино, народный артист РСФСР.
- 9 июля — Элем Климов, советский кинорежиссёр.
- 4 августа — Тодор Андрейков, болгарский кинорежиссёр, сценарист, актёр, кинокритик, киновед, историк кино и педагог.
- 16 августа — Виталий Четвериков, советский белорусский кинорежиссёр игровых и документальных фильмов.
- 18 августа — Роман Полански, американский кинорежиссёр.
- 12 сентября — Татьяна Доронина, актриса театра и кино, Народная артистка СССР.
- 13 октября — Марк Захаров, советский и российский режиссёр театра и кино.
- 7 декабря — Крсто Папич, хорватский кинорежиссёр, сценарист, кинопродюсер и актёр.
- 8 декабря — Лев Борисов, советский и российский актёр театра и кино.
- 31 декабря — Семён Фарада, советский и российский актёр театра и кино, эстрадный артист.